# Tarawa Nord
Tarawa Nord è la parte settentrionale di Tarawa della repubblica delle Kiribati sull'atollo di Tarawa (in inglese North Tarawa, in gilbertese Tarawa Ieta o Eutan Tarawa Council).
Comprende le diverse località, ognuna come un'isola, che vanno da Buariki a Buota, tutto il lato nord dell'atollo, con il capoluogo fissato a Abaokoro. Soltanto Buota è accessibile in macchina, perché collegata ad un ponte con Tarawa Sud.